# Оплаве
Оплаве (серб. Оплаве / Oplave) — село в общине Вишеград Республики Сербской Боснии и Герцеговины. Население составляет 11 человек по переписи 2013 года.

## Население[3]
По данным на 1991 год, в селе проживали 17 человек, все — сербы.